# マーダー・ライド・ショー
『マーダー・ライド・ショー』（原題: House of 1000 Corpses）は、2003年のアメリカ映画。ロブ・ゾンビ監督のデビュー作となるホラー映画である。

## ストーリー
1977年10月30日のハロウィン前夜祭、奇妙なスポットを取材しながらアメリカの田舎ラグスヴィルをドライブしていた4人の若者は、給油のついでに不気味なバケモノ博物館に立ち寄る。そこで殺人鬼の世界が見られる “マーダー・ライド・ショー” というツアーに参加する。アルバート・フィッシュやエド・ゲインといった有名な殺人鬼たちの人形が展示してあり、4人はその中のひとりであるドクター・サタンという人物に興味を持つ。博物館のオーナーのキャプテン・スポールディングからドクター・サタンの逸話を聞くと4人はその場所を後にする。その途中で美女のヒッチハイカー・ベイビーを拾い、その後何者かによって車がパンクさせられ、大雨の中に立ち往生してしまう。そこで4人はベイビーの家に一時避難させてもらう。

## キャスト
※括弧内は日本語吹替
- キャプテン・スポールディング（英語版） - シド・ヘイグ（岩崎ひろし）
- オーティス・ドリフトウッド - ビル・モーズリイ（山野井仁）
- ベイビー・ファイアフライ - シェリ・ムーン（雨蘭咲木子）
- マザー・ファイアフライ - カレン・ブラック（山像かおり）
- タイニー・ファイアフライ - マシュー・マッグローリー
- ラヴェリ - アーウィン・キーズ
- ジェリー・ゴールドスミス - クリス・ハードウィック
- デニース・ウィリス - エリン・ダニエルズ
- メアリー・ノウルズ - ジェニファー・ジョスティン
- ビル・ハードレイ - レイン・ウィルソン
- ジョージ・ワイデル警部補 - トム・トウルズ
- スティーヴ・ナイシュ - ウォルトン・ゴギンズ
- グランパ・ヒューゴ・ファイアフライ - デニス・フィンプル（多田野曜平）
- ルーファス・RJ・ファイアフライ・Jr - ロバート・ミュークス
- ドン・ウィリス - ハリソン・ヤング
- ドレイク・ヒューストン保安官 - ウィリアム・バセット
- スタッキー - マイケル・J・ポラード（多田野曜平）
- キラー・カール - チャド・バノン（木村雅史）
- アール・ファイアフライ - ジェイク・マッキノン
- ドクター・サタン（S・クエンティン・クエール） - ウォルター・フェラン